# استونی پلین، آلبرتا
استونی پلین، آلبرتا (به انگلیسی: Stony Plain, Alberta) یک منطقهٔ مسکونی در کانادا است که در آلبرتا واقع شده‌است. استونی پلین ۱۷٬۱۸۹ نفر جمعیت دارد و ۷۱۰ متر بالاتر از سطح دریا واقع شده‌است.